# Non vengo più mamma
Non vengo più mamma è un EP del cantautore italiano Dimartino, pubblicato nel giugno 2013.

## Descrizione
Il disco è accompagnato da un fumetto le cui illustrazioni sono di Igor Scalisi Palminteri, mentre il soggetto e i dialoghi sono dello stesso Dimartino. Il libro racconta di due ragazzi che, leggendo il libro immaginario Il corpo non esiste, decidono di acquistare il kit della dolce morte (realmente venduto in Gran Bretagna e ideato da Philip Nitschke).
Il 25 giugno 2013 viene diffuso il video di No Autobus, diretto da Giacomo Triglia e realizzato con un'innovativa e sofisticata tecnica che combina rendering 3D e tecnologia reflex.

## Tracce
Testi e musiche di Dimartino, tranne dove indicato.
1. No Autobus – 2:59
2. Il corpo non esiste – 1:59
3. Piangi Maria – 3:52
4. Scompariranno i falchi dai paesi – 2:11
5. Come fanno le stelle – 3:03 (Simona Norato)
6. Non torneremo più – 4:37

Durata totale: 18:41